# St. Margareta (Olpe)

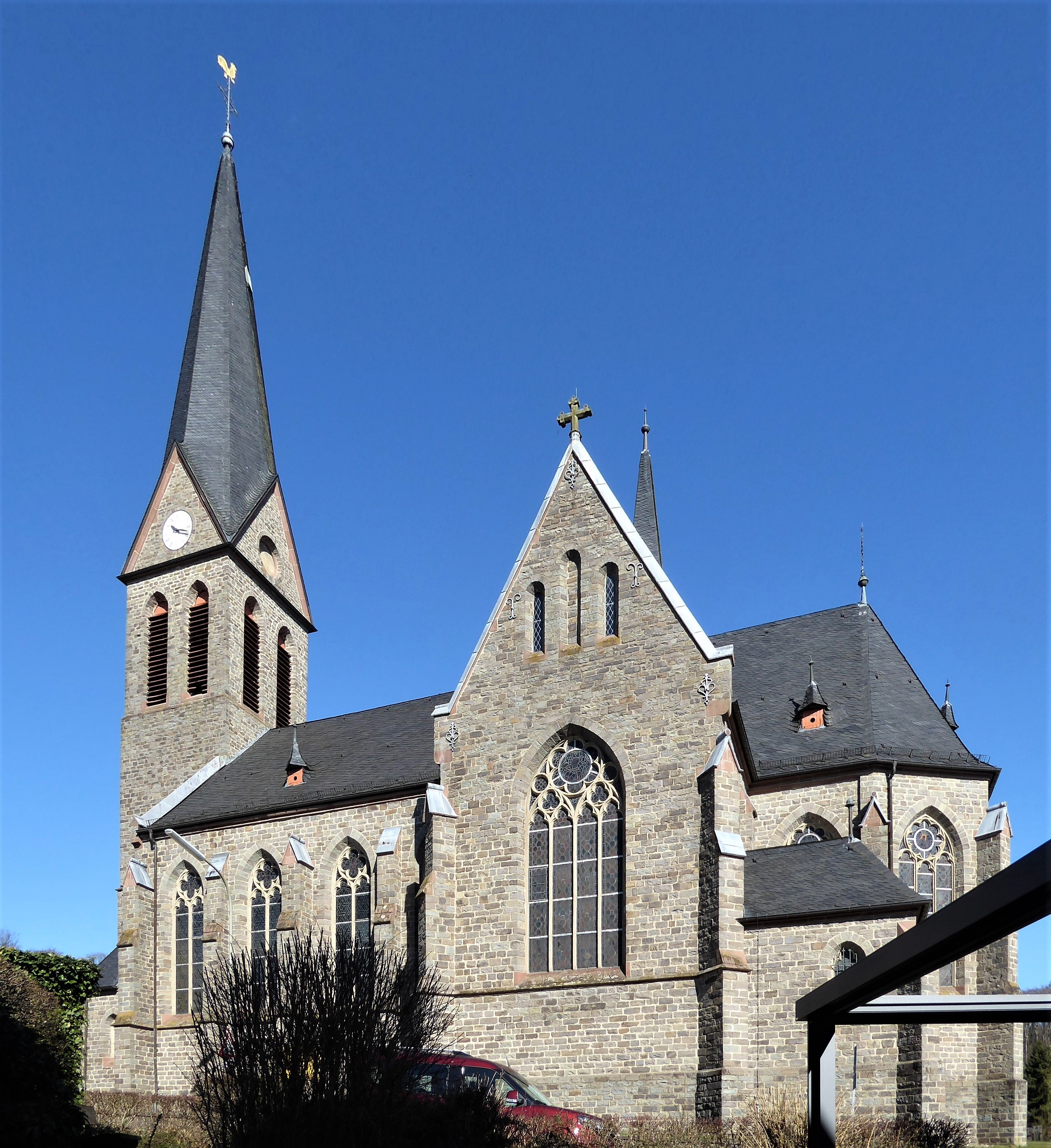
St. Margareta

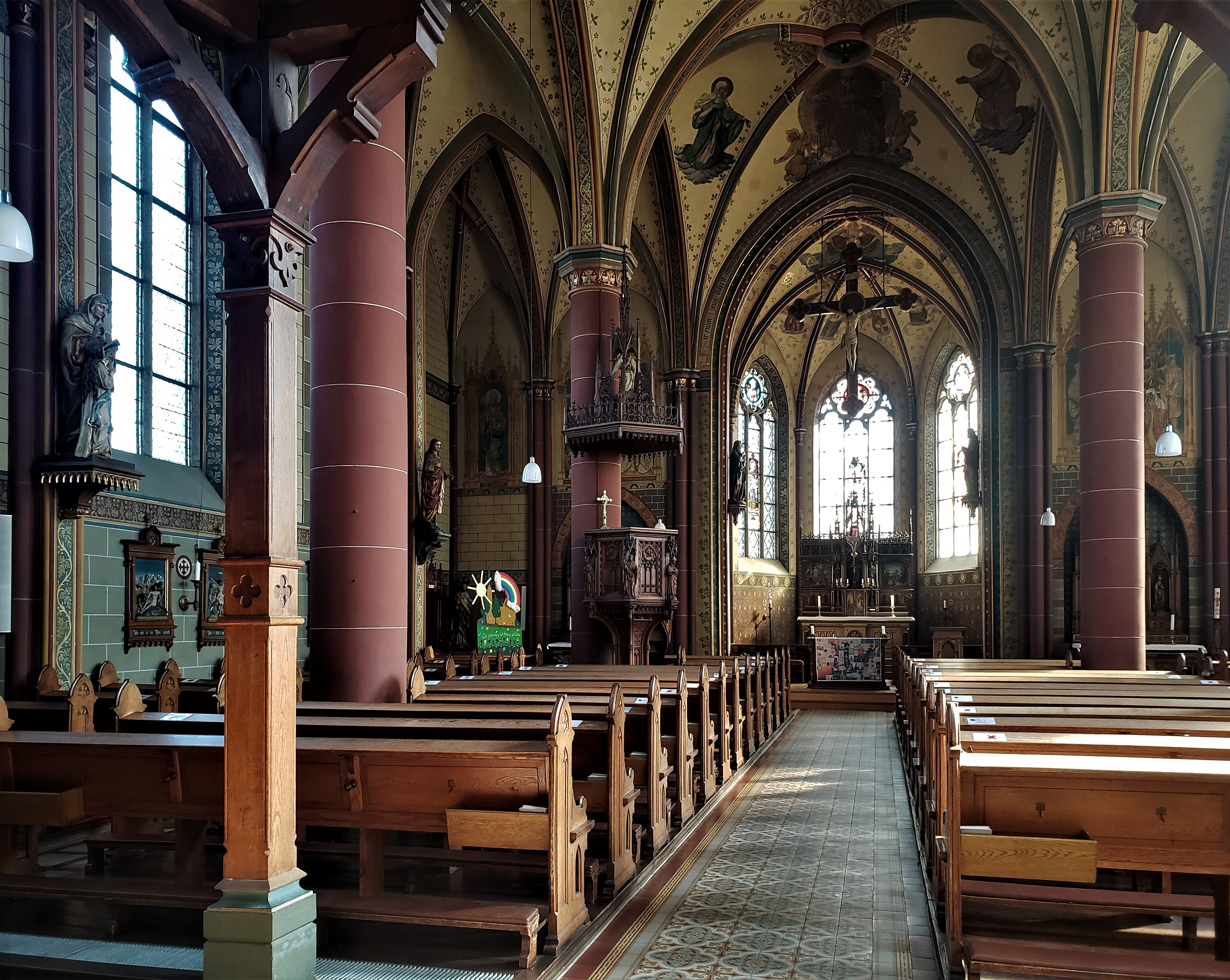
Innenraum

Die römisch-katholische Kirche St. Margareta liegt im Kirchdorf Olpe in der Gemeinde Kürten des Rheinisch-Bergischen Kreises in Nordrhein-Westfalen. Sie gehört zur katholischen Kirchengemeinde St. Marien in Kürten. Der neugotische Bau von 1896–1897 ist durch seinen weitgehend originalen Erhaltungszustand bedeutend.

## Geschichte
Vermutlich im 12. Jahrhundert wurde in Olpe erstmals eine steinerne Kirche mit einem romanischen Langhaus als Eigenkirche der Herren vom Vorste gebaut. Zwischen 1520 und 1527 wurde sie durch einen größeren einschiffigen gotischen Neubau ersetzt. 1818 wurde das inzwischen baufällig gewordene Kirchengebäude wegen Einsturzgefahr des Langhauses geschlossen. Danach wurde die Kirche neu errichtet und erweitert. Der Kirchturm, der Chor und die beiden Anbauten wurden umfassend restauriert. Ab 1837 folgten weitere Reparaturen.
Da die Pfarrkirche allmählich zu klein geworden war, wurde auch diese zwischen 1896 und 1899 abgerissen. Zuvor wurde das Portal des nördlichen Seitenschiffs aus dem 12. Jahrhundert in die Kreuzkapelle eingebaut. Am 4. Mai 1896 wurde der Grundstein zum Bau einer neugotischen Dorfkirche gelegt, die am 10. November 1897 geweiht wurde. Bis heute befindet sie sich in ihrem fast unveränderten ursprünglichen Zustand.

## Außenarchitektur
St. Margareta ist eine aus heimischen Bruchsteinen errichtete dreischiffige Hallenkirche mit Querhaus. Im Erdgeschoss des westlich gelegenen Kirchturms mit Schieferhelm befindet sich das von zwei Seitenportalen flankierte Hauptportal mit einem darüber liegenden vierbahnigen Maßwerkfenster. Während die Langhauswände durch Spitzbogenfenster gegliedert sind, werden die Querhauswände von vierbahnigen Maßwerkfenstern durchbrochen. Der fünfseitige Chor wird im Süden und Norden von Sakristeianbauten mit Pyramidendächern gerahmt.

## Innenausstattung
Durch die Gliederung des Kircheninnern durch vier massive rosa bemalte Rundpfeiler entstand ein zweijochiges Langhaus mit zwei schmalen Seitenschiffen. Die Rippen und Schlusssteine des Kreuzgewölbes über dem Langhaus sind durch Ornamentmalereien hervorgehoben. Ein Triumphbogen mit einem großen Triumphkreuz im Osten der Vierung bildet den Übergang in den fünfseitigen Chorraum. Zur Hauptausstattung des Gotteshauses gehören unter anderem ein drei Meter hoher Hauptaltar und eine hölzerne neugotische Kanzel mit sechseckigem Korb.

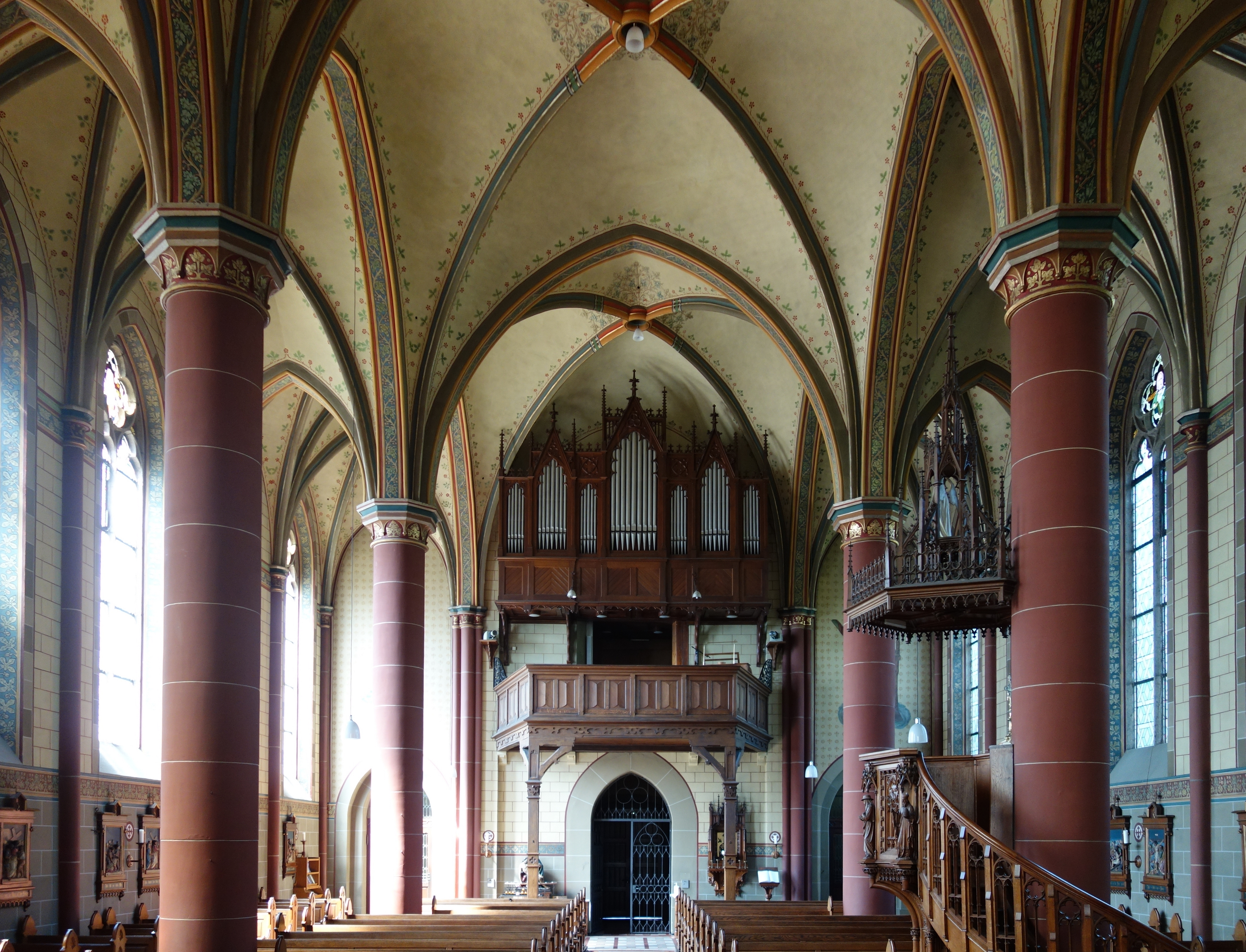
Blick auf die Orgel
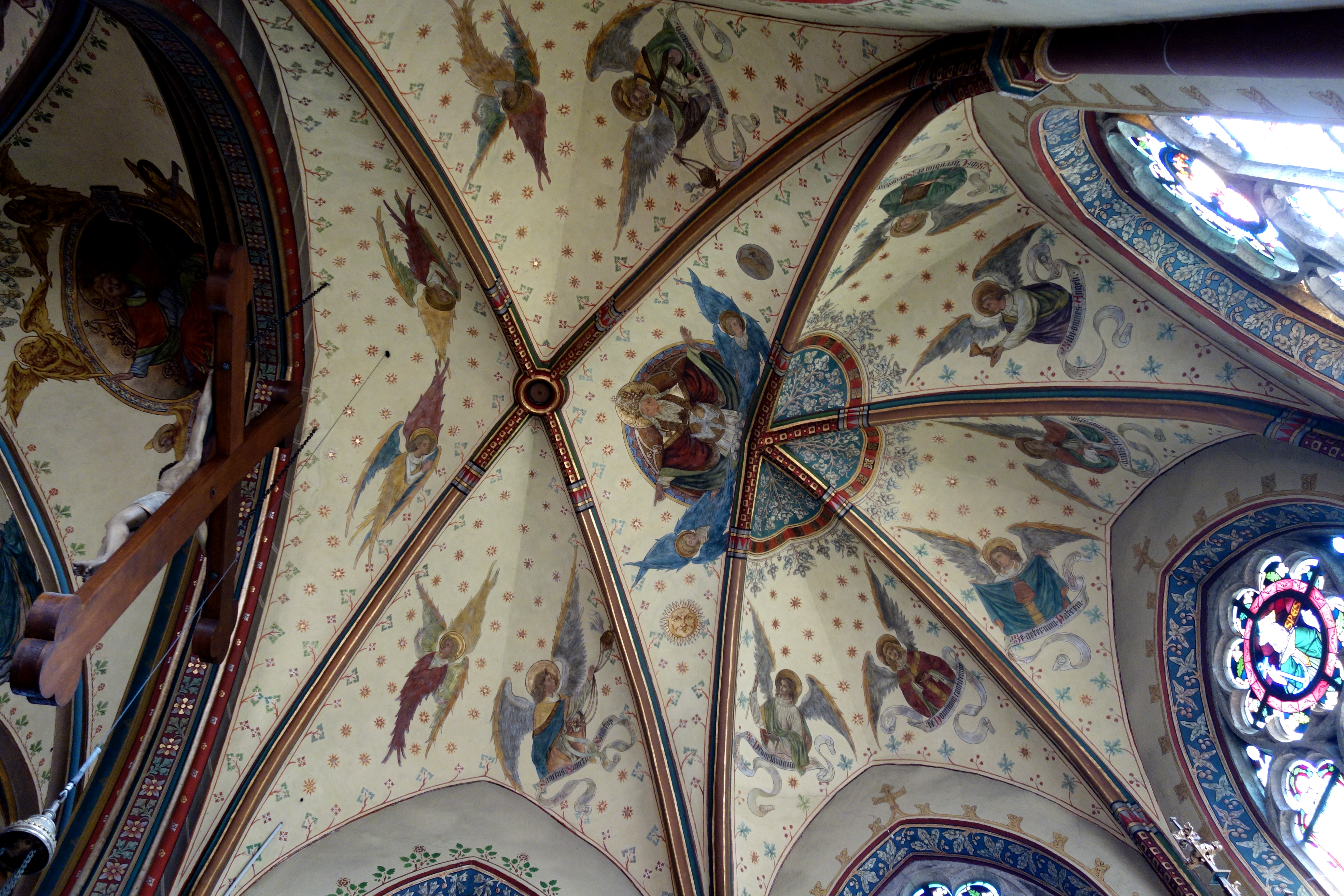
Chorgewölbe
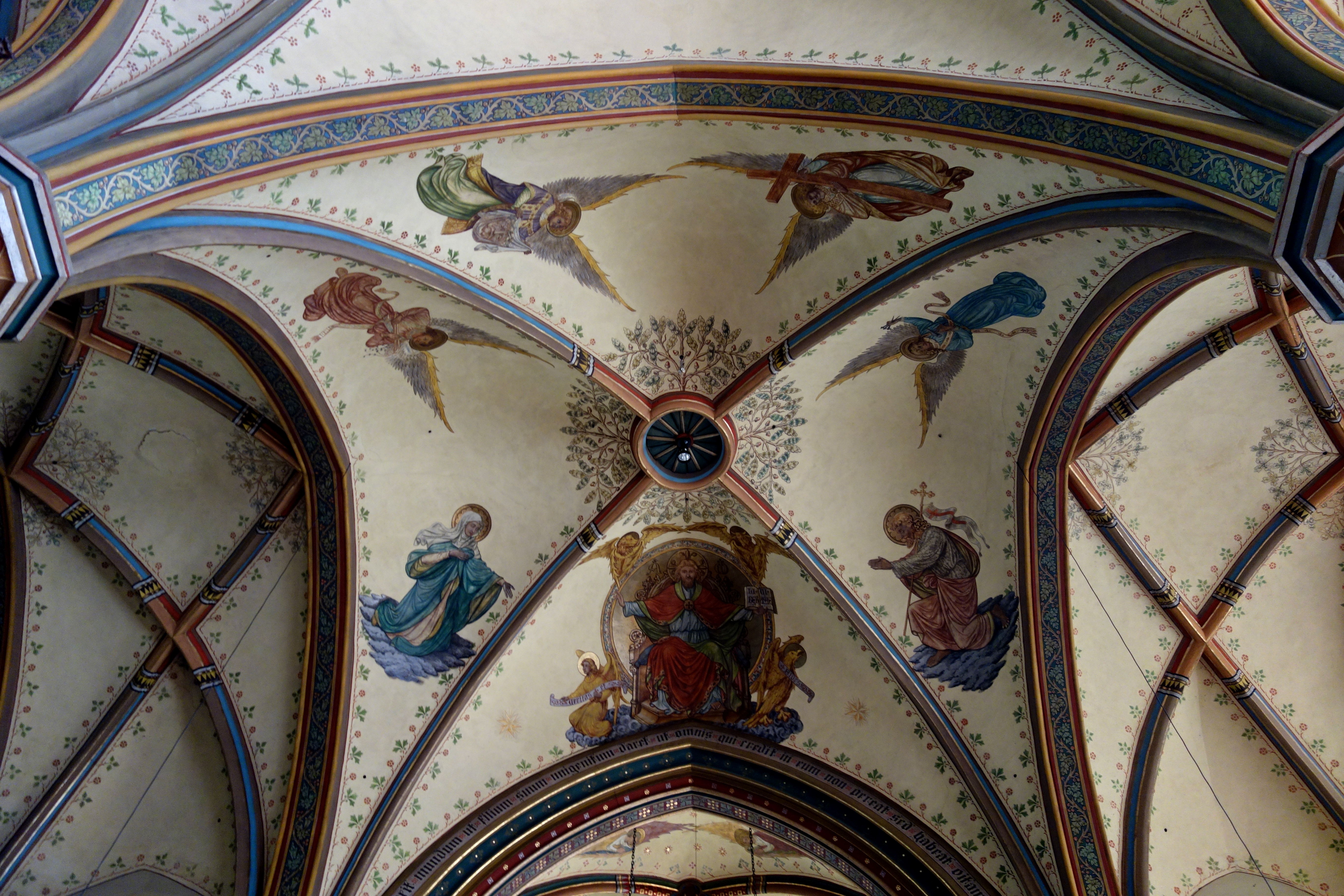
Gewölbe im Hauptschiff
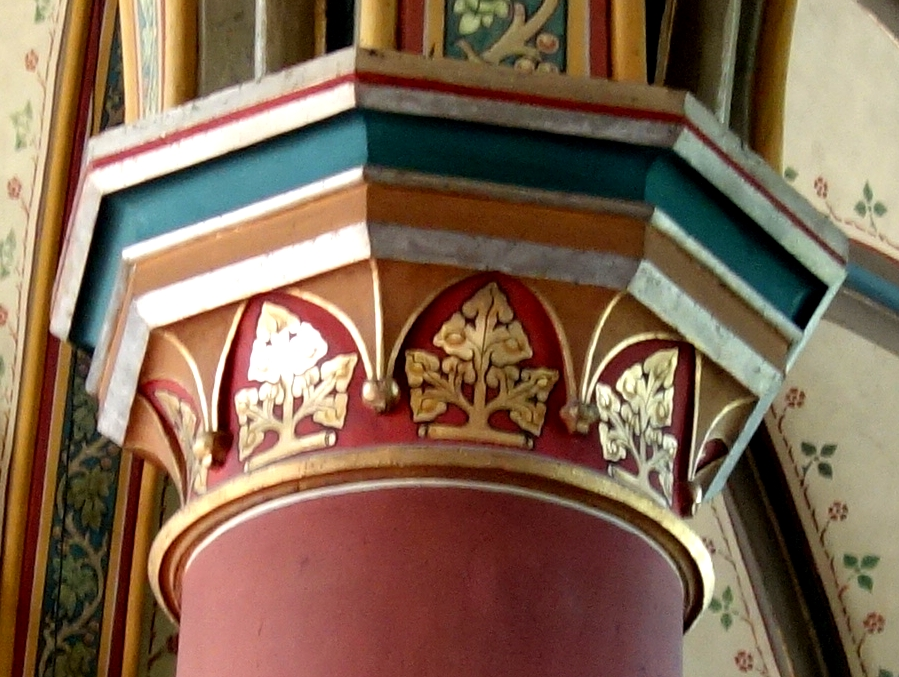
Säulenkapitell
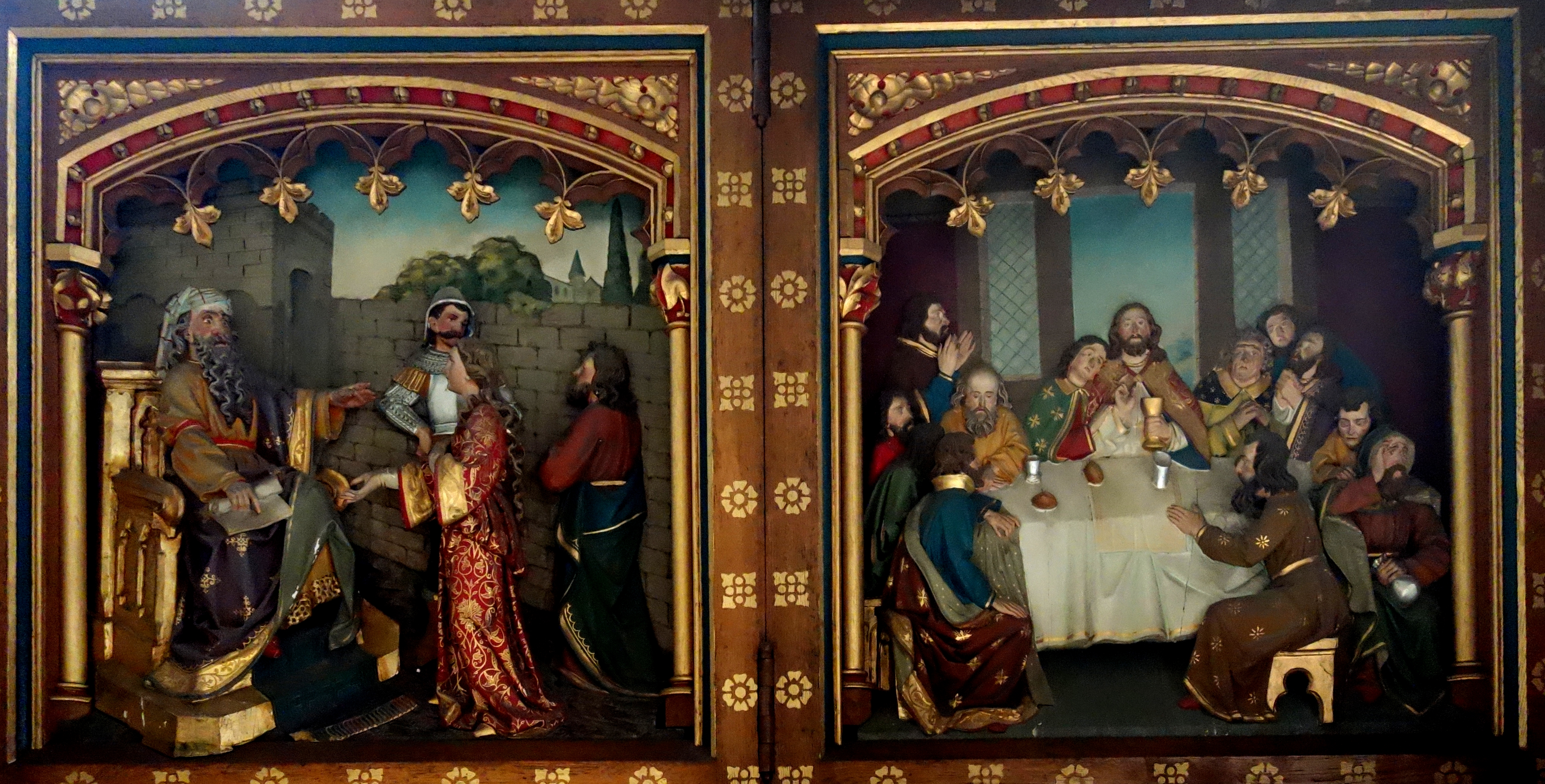
Altarreliefs
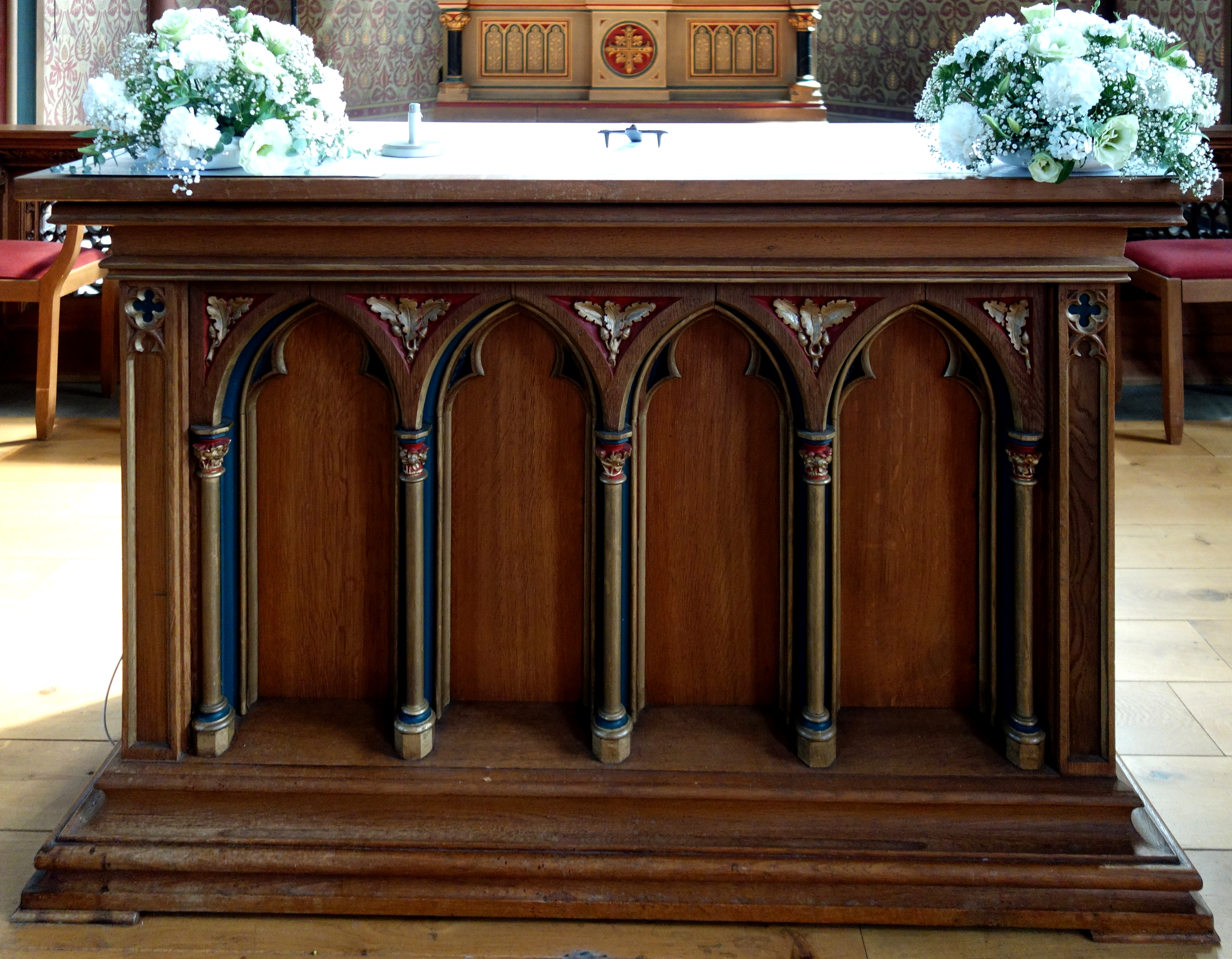
Volksaltar
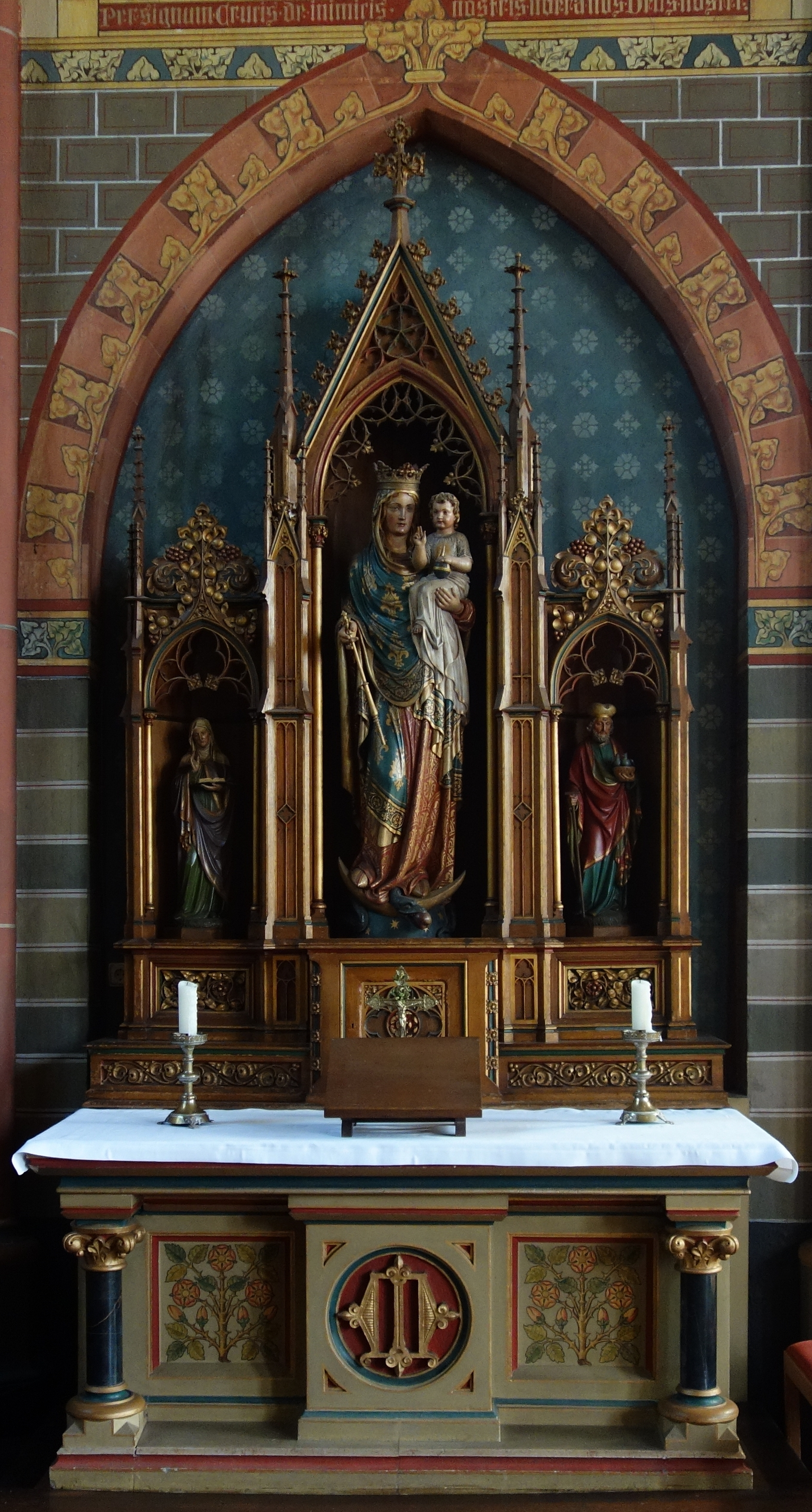
Marienaltar
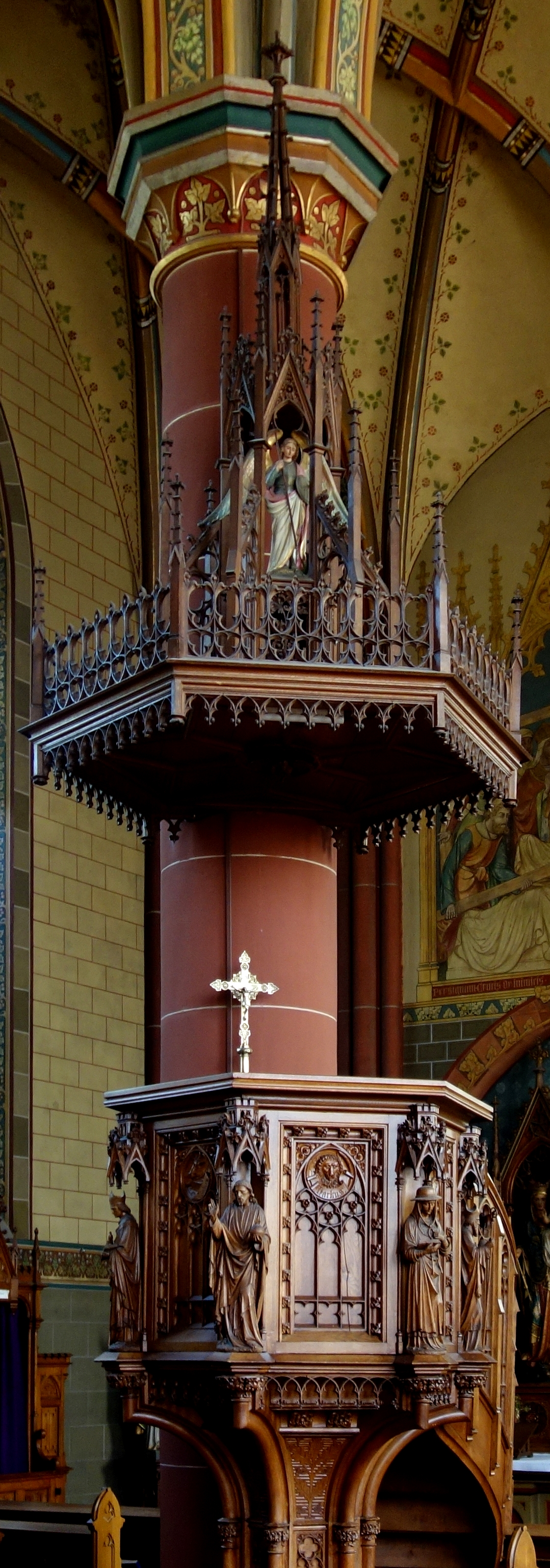
Kanzel
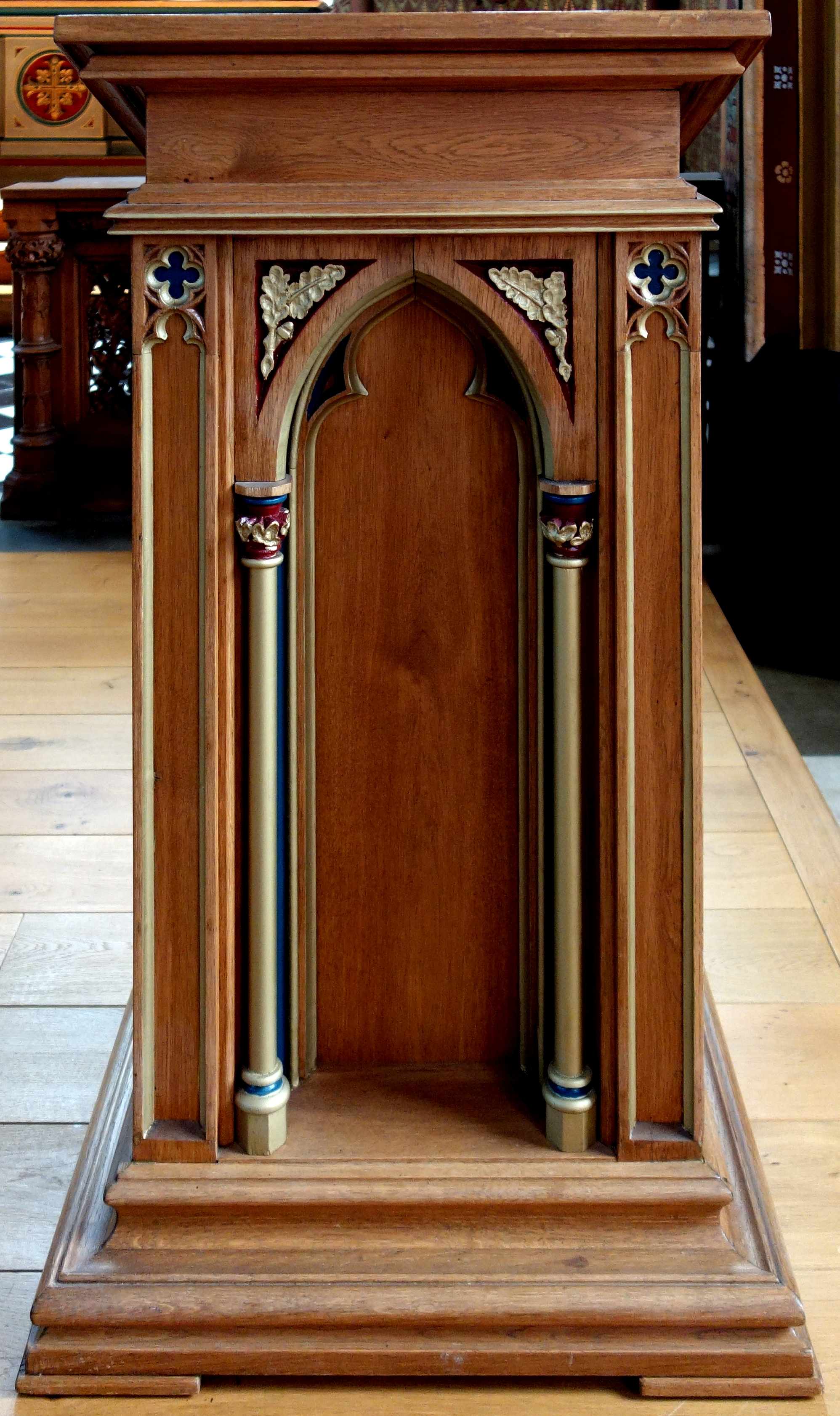
Ambo
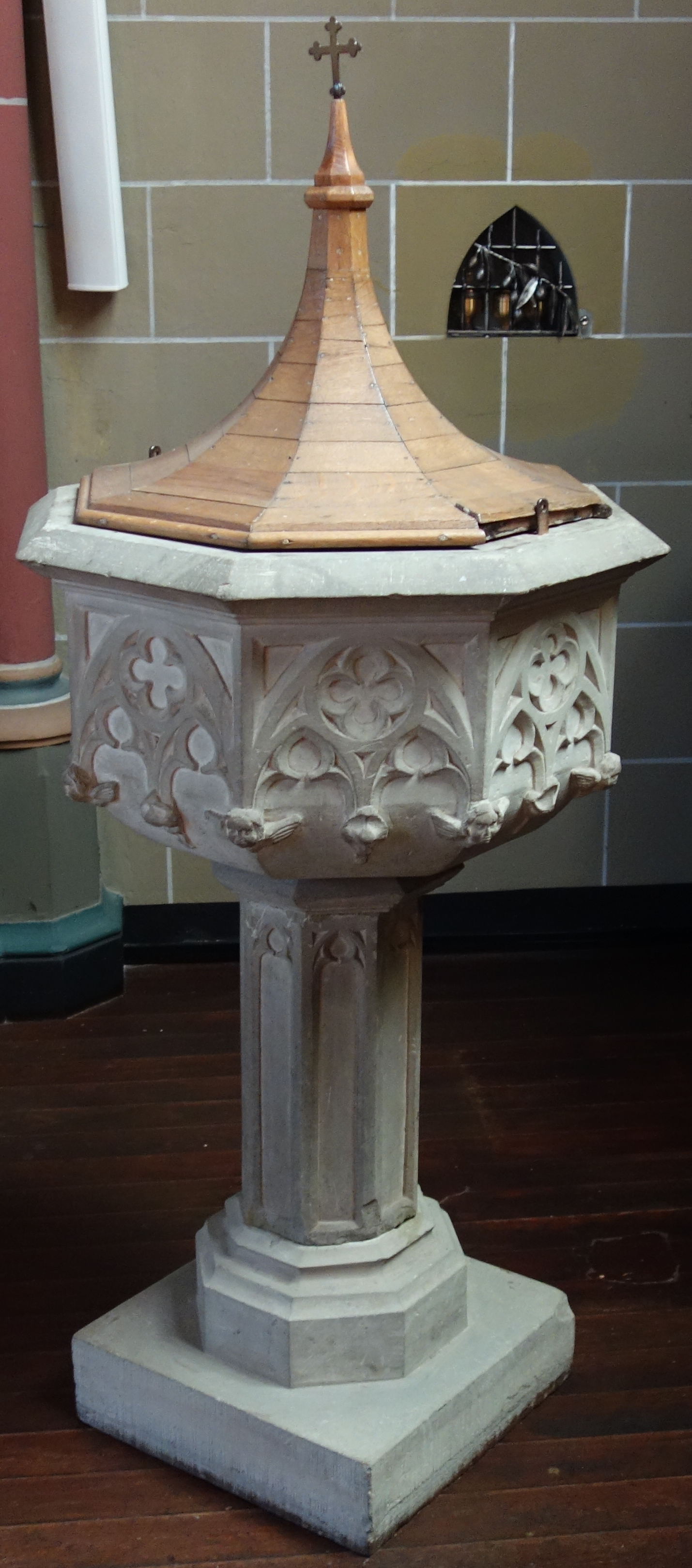
Taufbecken
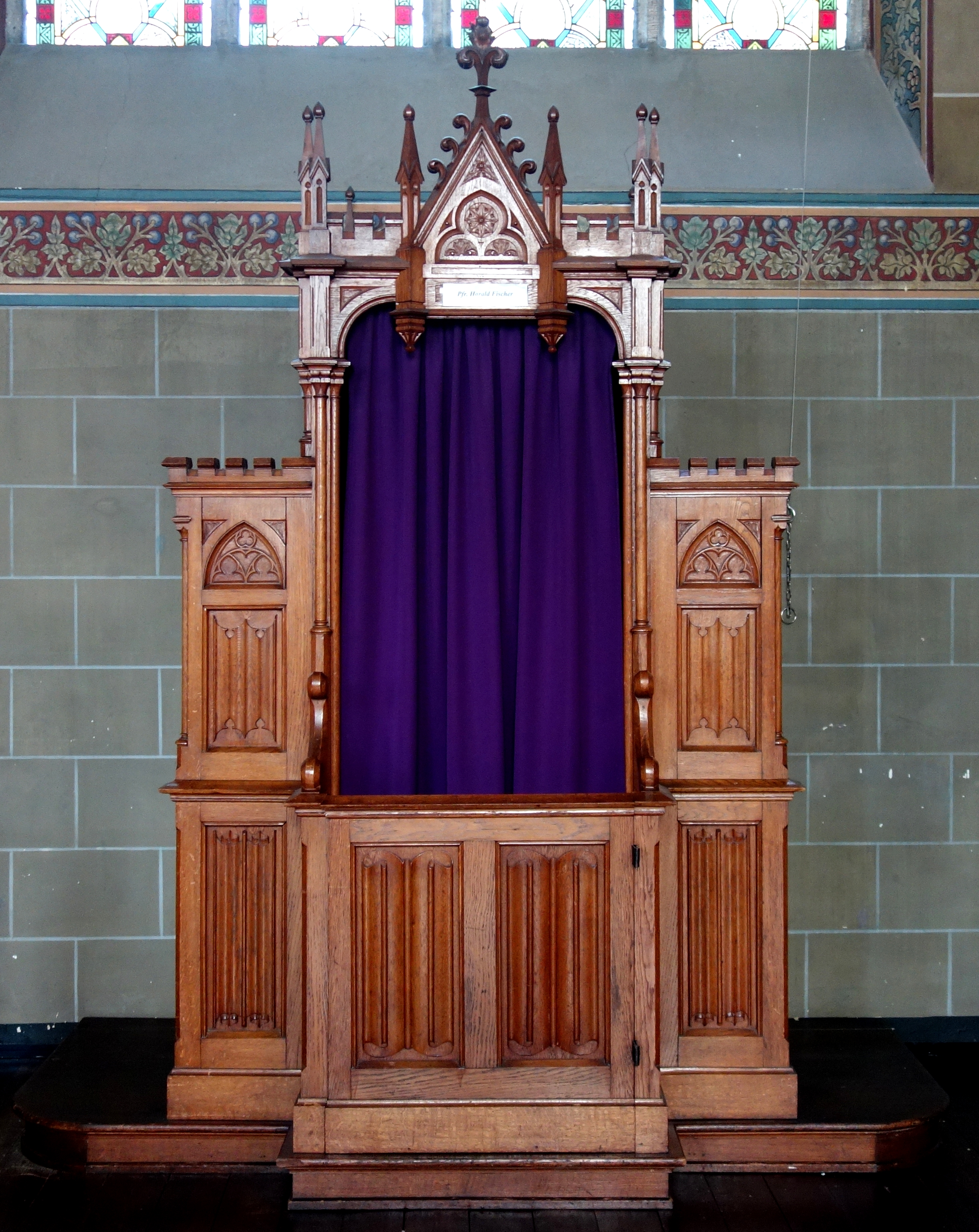
Beichtstuhl
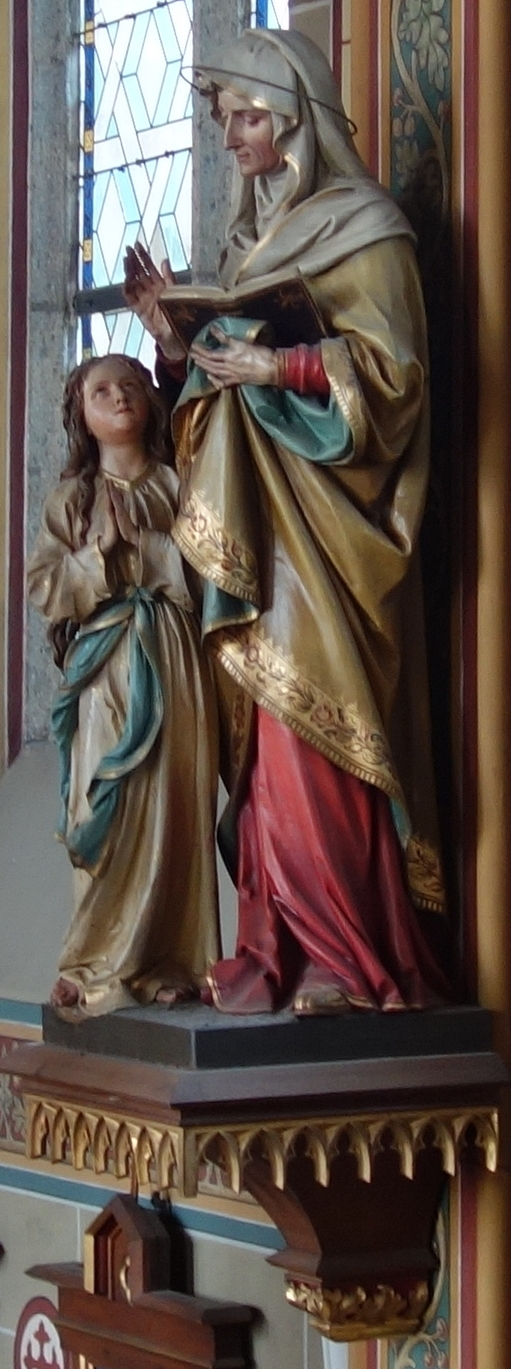
Marienstatue
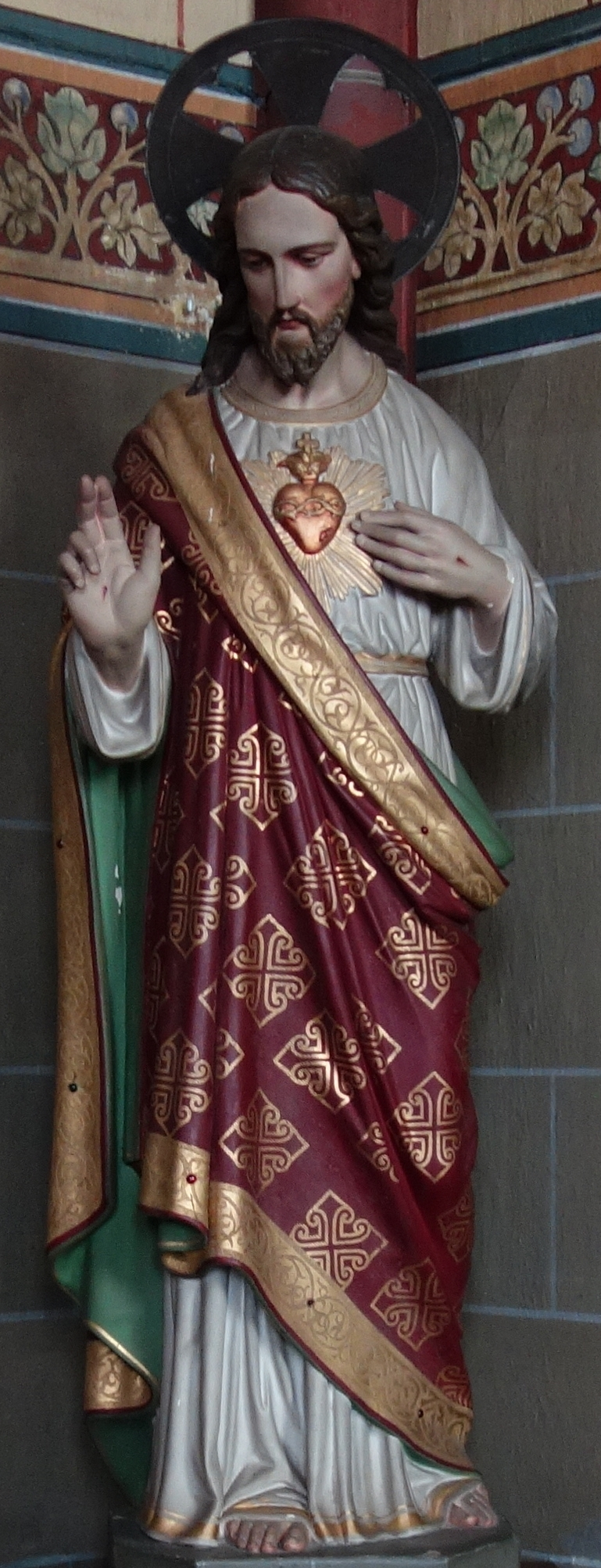
Jesusstatue
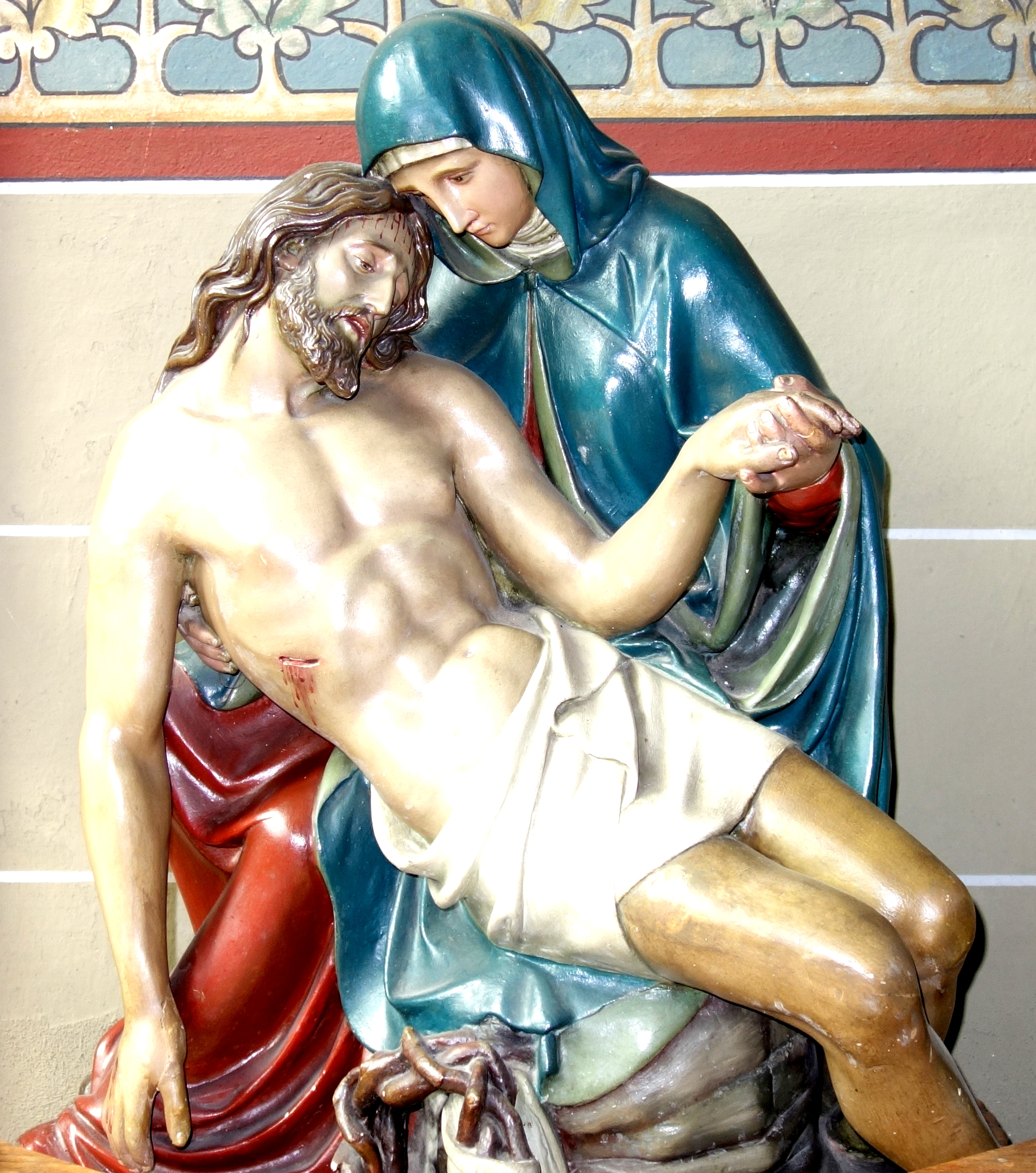
Pietà
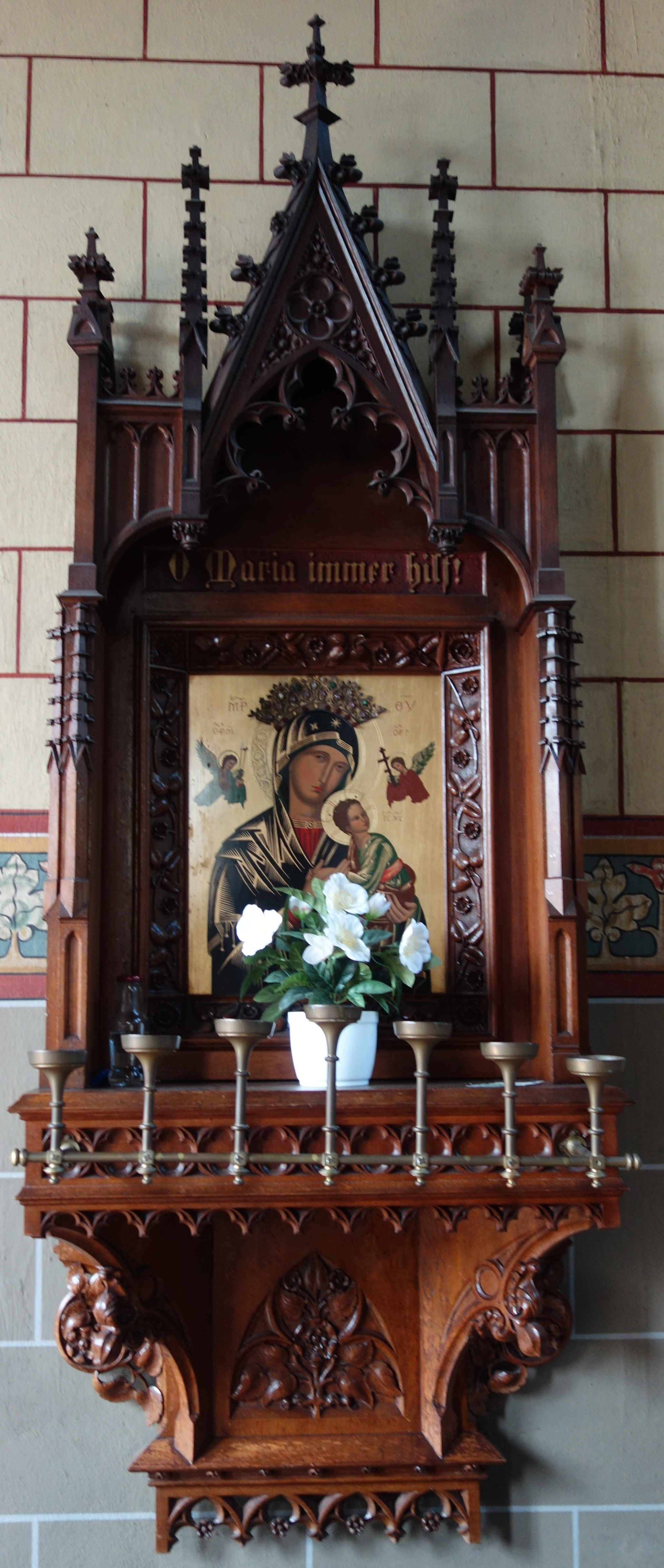
Wandaltar
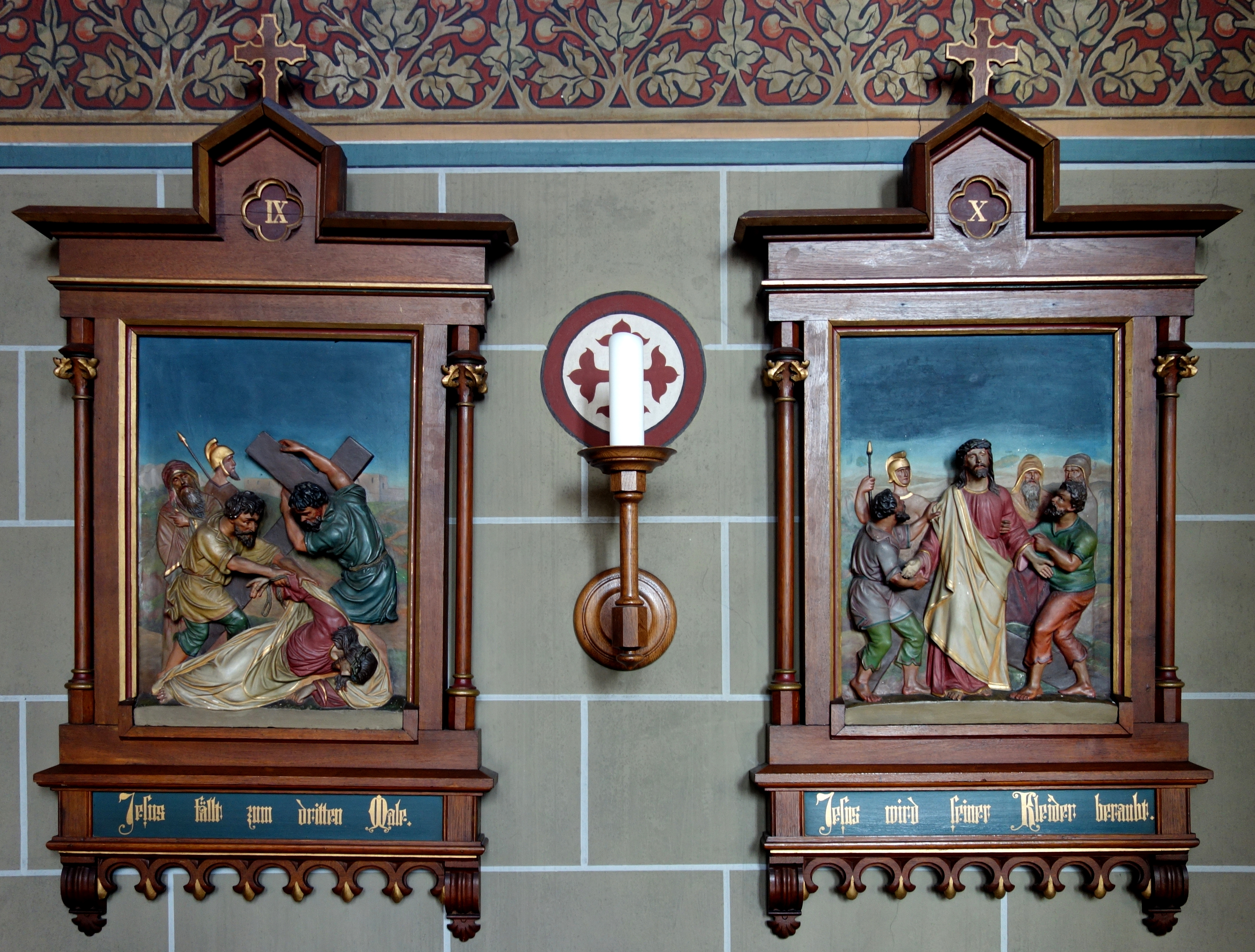
Kreuzwegstationen
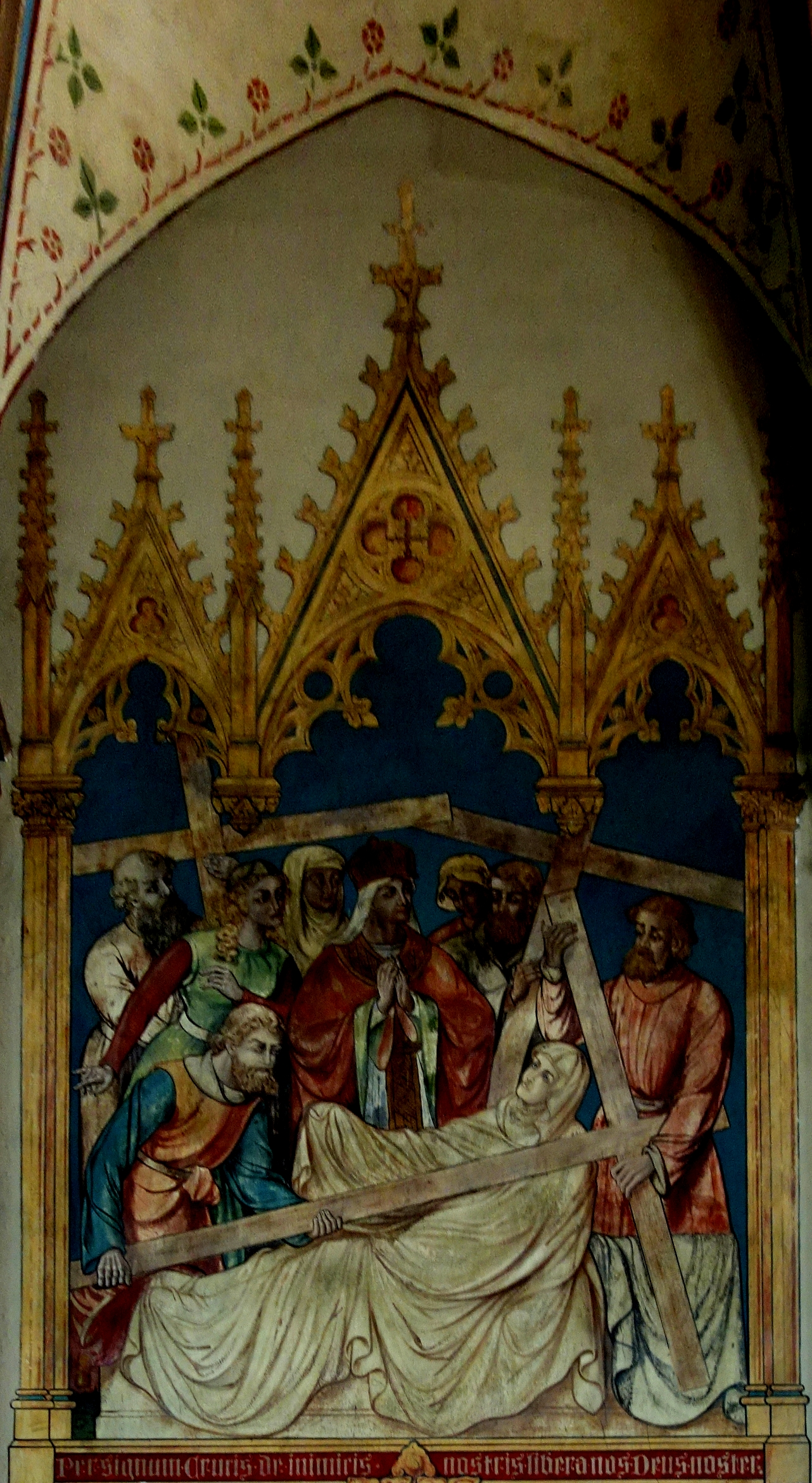
Wandmalerei
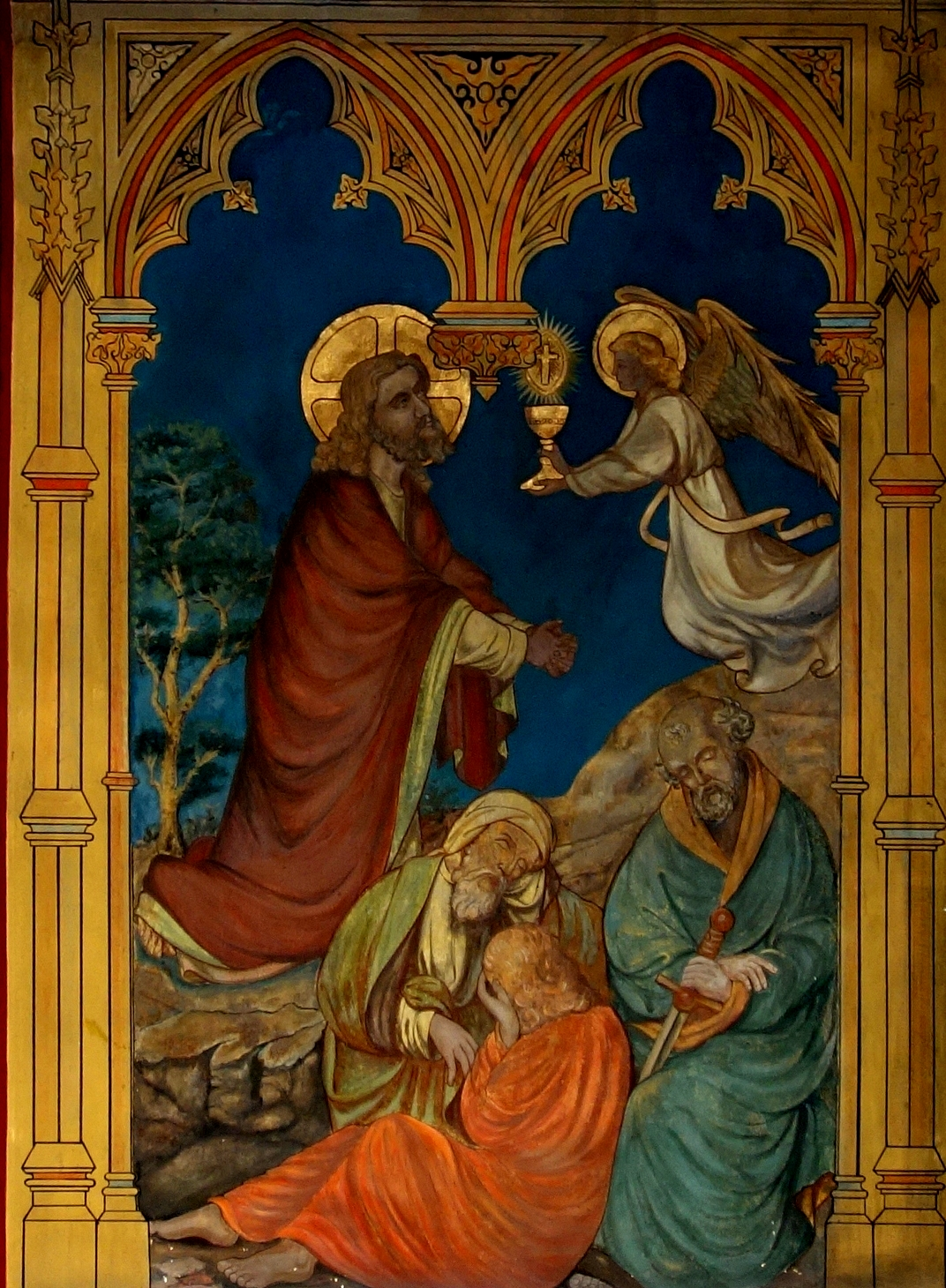
Wandgemälde

### Hauptaltar
Der zweiflüglige Altarschrein des drei Meter hohen Hauptaltars steht auf einer Sandstein-Mensa. Auf den Türen des Tabernakels in der Mitte des Schreins ist die Verkündigung an Maria dargestellt. Die Reliefs auf dem Altarschrein und den Innenflügeln zeigen den zwölfjährigen Jesus im Tempel, das Abendmahl Jesu, das Passahfest als Symbol der Eucharistie und das Martyrium des heiligen Sebastian.

### Nebenaltäre
Der linke Nebenaltar an der Ostwand des nördlichen Querarmes ist ein Marienaltar, über dem die Kreuzauffindung in Jerusalem durch die Kaiserin Helena dargestellt ist. Der rechte Seitenaltar an der Ostwand des südlichen Querarms ist dem Heiligen Josef gewidmet. Über der Altarnische ist die Kreuzerhöhung dargestellt.

### Kanzel
Die hölzerne Kanzel am nördlichen Vierungspfeiler besitzt einen Säulenfuß mit ornamentaler Gliederung, auf den ein sechseckiger Kanzelkorb aufgesetzt ist. Die Brüstung des Kanzelkorbes setzt sich aus vier Kassetten mit Evangelistensymbolen zusammen. An den Ecken der Brüstung befinden sich fünf Figuren mit Baldachin und Konsole, und zwar der segnende Jesus Christus und die lateinischen Kirchenväter Ambrosius, Augustinus, Hieronymus und Gregor der Große. Der Schalldeckel weist reichhaltige Verzierungen auf und ist gekrönt von einer Figur des Erzengels Michael.

### Kirchenfenster
Sämtliche Bleiglasfenster sind Ornamentfenster und wurden 1897 von der Kölner Glasfirma Reuter & Reichardt eingesetzt. Sie zeigen im Maßwerk unter anderem die zwölf Apostel. Die drei Chorfenster bilden ein dreiteiliges Maßwerk, in dessen Mitte die Heiligen Petrus, Paulus und Margareta dargestellt sind.

### Orgel

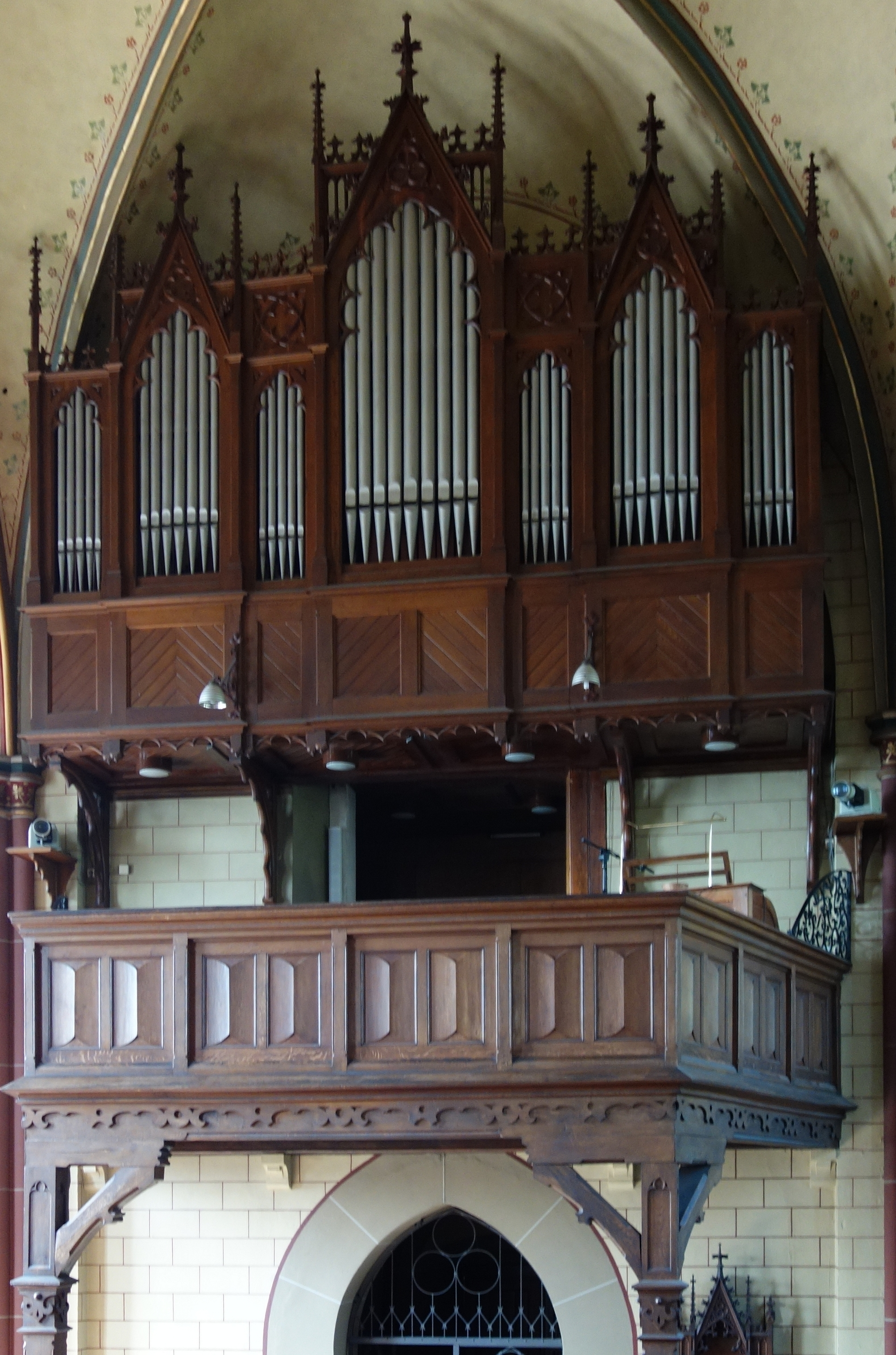
Orgel

Die Orgel wurde 1903 von der Bonner Orgelbaufirma Klais gebaut. Sie besitzt einen Prospekt aus dunkel gebeiztem Holz und steht auf einer auf zwei schlanken Holzpfeilern ruhenden Empore mit Kassetten-Brüstung.
2007 wurde die Orgel von der Orgelbaufirma Schulte umfassend restauriert.

### Wandmalereien
Das Wandgemälde über dem Marienaltar stellt die Kreuzauffindung durch die heilige Helena dar. Die Kreuzerhöhung ist im südlichen Querarm über dem Josephsaltar zu sehen.
Die Deesis-Darstellung in den Gewölbefeldern der Vierung besteht aus der Figur des thronenden Christus mit zwei Engeln und zwei Löwen, begleitet von Johannes dem Täufer und der anbetenden Maria.

## Denkmalschutz
Die Kirche St. Margareta ist unter der Nummer 10 in der Liste der Baudenkmäler in Kürten verzeichnet.